# Dagmersellen
Dagmersellen es una comuna suiza del cantón de Lucerna, situada en el distrito de Willisau. Limita al oeste y noroeste con la comuna de Reiden, al noreste con Triengen, al este con Knutwil, al sur con Mauensee, Wauwil, Egolzwil y Nebikon, y al suroeste con Altishofen.
La actual comuna de Dagmersellen es el resultado de la fusión el 1 de enero de 2006 de las comunas de: Dagmersellen, Buchs y Uffikon.